# Non ragioniam di lor, ma guarda e passa

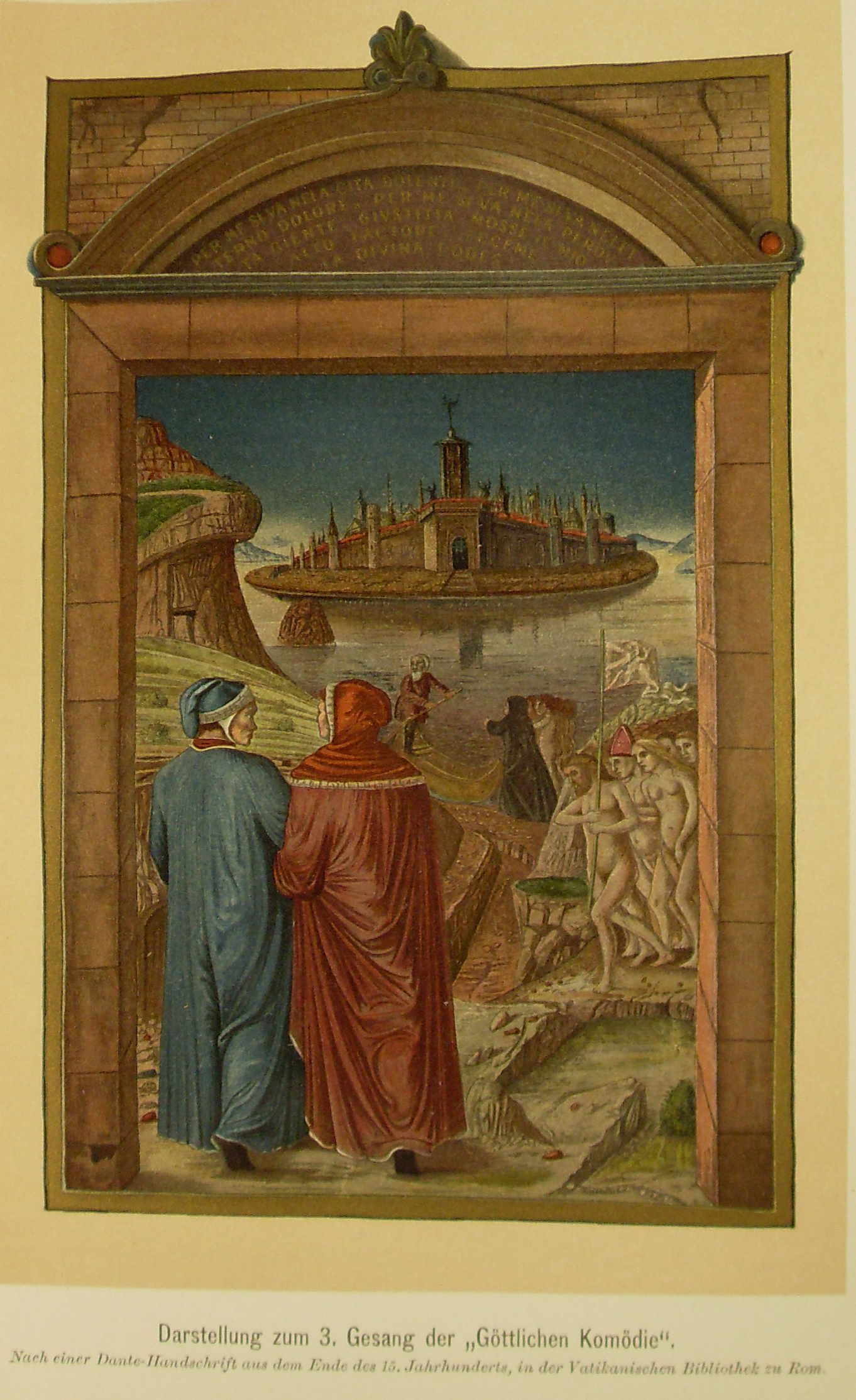
Représentation de Dante et Virgile - Chant III de la « Divine Comédie ».

Non ragioniam di lor, ma guarda e passa (« ne discourons point d’eux, mais regarde et passe ») est un célèbre vers de la Divine Comédie de Dante, devenu un proverbe italien pour marquer l'indifférence envers une personne considérée comme inintéressante. 
Ce proverbe connaît des variantes populaires comme « Non ti curar di lor, ma guarda e passa ».
Dans le chant III de l'Enfer, au vers 51, guidé par Virgile, Dante décrit les dits Indolents (un qualificatif, en réalité, jamais usité par le poète mais né au sein de la critique) c'est-à-dire les lâches, coloro che visser sanza 'nfamia e sanza lodo:

« Fama di loro il mondo esser non lassa;
 misericordia e giustizia li sdegna: ;
non ragioniam di lor, ma guarda e passa; »

— Enfer, III 49-51
Lamennais donne de ces vers la traduction suivante : 

« Le monde ne laisse subsister d’eux aucune mémoire : la Justice et la Miséricorde les dédaignent: ne discourons point d’eux, mais regarde et passe ! »

— Traduction Lamennais
Dante, en effet, a une piètre opinion de ceux qui, par lâcheté ou neutralité, dans leur vie ne prennent jamais clairement position, contrairement à lui dont le destin  (on pense à sa condition d'exilé) bascule lors de son engagement au côté du parti guelfe. Indignes d'aller en Enfer aussi bien qu'au Paradis, il place dans le Vestibule de l'Enfer, toute cette foule de l’humanité passive qui est contrainte de tourner indéfiniment.